# Петър Карапетров (историк)
 Тази статия е за историка.  За писателя вижте Петър Карапетров (писател).  
Петър Панталеев Карапетров (с литературен псевдоним Черновежд) е публицист, печатар, книгоиздател, редактор на вестник „Ден“, историк на Панагюрище. Той е един от просветните и будни умове на своето време. Произхожда от семейство на заможни джелепи.
На 27 юли 1865 г. основал панагюрското читалище „Виделина“, на което станал пръв председател. През 1866 г. заминава за Цариград, където се отдал на просветна и книжовна дейност. През 1873 г. станал председател на българското печатарско и книгоиздателско дружество „Промишление“, основано през 1870 г. Става издател на в. „Ден“ – един от най-известните български вестници, излизащи в Цариград в навечерието на Априлското въстание.
През 1879 г. бил назначен за член на Окръжния съд в гр. Кюстендил и после секретар на Върховния касационен съд. През 1880 е избран за народен представител на Кюстендилска околия в Народното събрание. Бил е първи софийски мирови съдия, началник на прокурорско отделение, главен секретар на Министерството на правосъдието, член на Софийския окръжен съд, началник на отделение в Министерсвото на просветата.
Автор е на книги за българската история и история на Панагюрище. Избран е за дописен член на Българското книжовно дружество (дн. БАН).

## Произведения
- Карапетров, П. Материали за описвание града Панагюрище и околните му села. Средец, 1893
- Черновежд, Кратко описание на Панагюрското възстание, провъзгласено на 20-й априлий 1876 година... Средец, 1893
- Кратка история на българската черкова. Средец, 1894.
- Сбирка от статии. Средец, 1894.